# Cacopsylla viburni
Cacopsylla viburni är en insektsart som först beskrevs av Löw 1876.  Cacopsylla viburni ingår i släktet Cacopsylla och familjen rundbladloppor. Inga underarter finns listade i Catalogue of Life.